# Rinkaby
Rinkaby est un village de 745 habitants (2010) Suède localisée dans la Commune de Kristianstad, au sud du pays. Il s'y est déroulé le 22e Jamboree scout en 2011.

## Histoire
Le 22e Jamboree Scout mondial s'y est déroulé du 27 juillet au 8 août 2011. Ce Jamboree regroupant 40 061 scouts venant de plus de 150 pays et territoires est à ce jour le plus imposant ayant jamais eu lieu.
Divisé en 4 sous-camps, dont un pour les bénévoles adultes, il a eu lieu sur les vastes terrains qui servaient anciennement de camp d'entrainement à l'armée suédoise. Le thème du Jamboree était "Simplement du Scoutisme" (Simply Scouting).